# Michel Soro
Michel Abou Soro (* 30. Oktober 1987 in Abidjan, Elfenbeinküste) ist ein französischer Profiboxer im Halbmittelgewicht.

## Karriere
Nach dem Ausscheiden bei den französischen Amateurmeisterschaften 2008, wechselte Michel Soro ins Profilager. Nach 18 gewonnenen Kämpfen in Frankreich boxte er am 12. Mai 2012 in der Ukraine um die Weltmeistertitel der WBO und IBO im Halbmittelgewicht. Er erzielte zwar gegen den Titelträger Saurbek Baissangurow einen Niederschlag in der zweiten Runde, verlor den Kampf jedoch nach den vollen zwölf Runden nach Punkten.
Nach fünf folgenden Siegen boxte er erstmals in den USA und erzielte dabei ein Unentschieden gegen den unbesiegten Antonie Douglas. Im Mai 2015 boxte er erneut in den USA und schlug dabei Glen Tapia durch T.K.o in der vierten Runde. Beim Kampf um die Europameisterschaft im Mittelgewicht besiegte er im Juni 2015 Emanuele Blandamura durch K. o. in der achten Runde.
Im Juli 2016 schlug er Hector Saldivia vorzeitig in der dritten Runde und gewann dadurch einen internationalen WBA-Titel. Diesen verteidigte er im Dezember 2016 vorzeitig gegen Nuhu Lawal. Eine weitere vorzeitige Titelverteidigung erzielte er im April 2017 gegen Javier Maciel.
Am 1. Juli 2017 verlor er beim Kampf um die interime WBA-Weltmeisterschaft im Halbmittelgewicht knapp nach Punkten gegen Brian Castaño. Im November 2019 besiegte er seinen Landsmann Cédric Vitu. Am 17. Dezember 2021 erlitt er eine TKO-Niederlage in der neunten Runde gegen Isroil Madrimov, der Rückkampf am 9. Juli 2022 endete mit einem Unentschieden.

## Erfolge
- Juli 2011: Europameister der WBO im Halbmittelgewicht durch Punktsieg gegen David Makaradze
- Mai 2012: WM-Herausforderer der WBO und IBO im Halbmittelgewicht, Punktniederlage gegen Saurbek Bajsangurow
- Januar 2013: Europameister der WBO im Halbmittelgewicht durch Punktsieg gegen Kris Carslaw
- Mai 2013: Französischer Meister im Halbmittelgewicht durch Punktsieg gegen Frederic Serre, Titelverteidigung nach Punkten gegen Jean-Michel Hamilcaro
- Mai 2015: US-amerikanischer Meister und Nordamerikanischer Meister der WBO durch T.K.o-Sieg gegen Glen Tapia
- Juni 2015: Europameister der EBU im Mittelgewicht durch K.o.-Sieg gegen Emanuele Blandamura
- Juli 2016: Internationaler Meister der WBA im Halbmittelgewicht durch T.K.o.-Sieg gegen Hector Saldivia, Titelverteidigungen durch K. o. gegen Nuhu Lawal und T.K.o gegen Javier Maciel
- Dezember 2018: Gold Title der WBA im Halbmittelgewicht durch T.K.o-Sieg gegen Greg Vendetti